# Brussieu
Brussieu este o comună în departamentul Rhône din sud-estul Franței. În 2009 avea o populație de 1.145 de locuitori.

## Evoluția populației
| An        | 1975 | 1982 | 1990 | 1999 | 2006 | 2009  |
| --------- | ---- | ---- | ---- | ---- | ---- | ----- |
| Populație | 445  | 612  | 641  | 752  | 966  | 1.145 |